# سینمای جمهوری آذربایجان
سینمای جمهوری آذربایجان (به ترکی آذربایجانی: Azərbaycan kinosu) (به انگلیسی: Cinema of Azerbaijan) به صنعت سینما در جمهوری آذربایجان اشاره دارد. ایجاد سینما در آذربایجان به ۱۸۹۸ برمی‌گردد. آذربایجان از نخستین کشورهایی بود که به سینماتوگرافی پرداخت. یکی از پیشگامان سینما در آذربایجان، الکساندر میشون است. او در باکو زندگی می‌کرد و از اتفاقات مهمی همچون کشف نفت در آذربایجان فیلم برداشته‌است. برخی از کارهای او عبارتند از بندر و کشتی بخار، ورود قطار به ایستگاه، تشریفات بدرقه اعلی‌حضرت امیر بخارا در کشتی بخار و رقص محلی قفقازی.
از سینماگران مشهور آذربایجان می‌توان به عارف بابایف، الچین موسی‌اوغلو و رستم ابراهیم‌بیگف اشاره کرد. ابراهیم بیگف فیلم‌نامه‌نویس فیلم آفتاب‌سوخته است که در سال ۱۹۹۵ برنده جایزه اسکار بهترین فیلم خارجی‌زبان شد.

## پیشینه
در سال ۱۸۹۸ برادران لومیر به واسطۀ آشنایانی که در روسیۀ تزاری داشتند، پای برخی از تجار آذربایجانی را به فرانسه باز کردند و دوربین‌های محصول کارگاه این ۲ برادر به کشور آذربایجان صادر شد. در این سال‌ها یک فرانسوی به نام الکساندر میشون به همراه یک فیلمبردار و یک کارگردان صحنه به باکو آمدند و زمینه‌ساز فعالیت‌های سینمای اولیه شدند.
اقدامات آن‌ها تا سال‌های ۱۹۰۵ به ثمر نشست. با این همه کارهای الکساندر میشون بیشتر عکاسی بود تا سینما. اگرچه عمدۀ کارهای او خوشبختانه هنوز هم در موزۀ ملی آذربایجان نگهداری می‌گردد.
در سال ۱۹۱۵ برادران بلژیکی‌تبار به نام پیرون، به باکو آمدند و تقریباً توانستند مستندهایی از این شهر شهر بسازند اما هنوز از فعالیت‌های سینمایی داستانی خبری نبود.
تا سال ۱۹۲۰ در دورۀ تثبیت کمونیست‌ها، سینمای ملی آذربایجان فیلمی تولید نکرده بود. اگرچه استودیوی بزرگ سینمایی باکو رسماً در سال ۱۹۲۱ تأسیس و معرفی شده بود.
در سال ۱۹۲۴ نخستین فیلم ساخت سینمای آذربایجان به نام برج افسانه‌ای که یک فیلم با داستانی مربوط به فرهنگ و اساطیر بود این کشور ساخته شد. در این دهه استعدادهای فراوانی نیز به صحنه آمدند و افرادی نظیر حسین عربلینسکی خارج از مرزهای آذربایجان نیز به شهرت رسیدند.

## از دهۀ ۵۰ تا زمان استقلال
در طی دهه‌های ۵۰ تا ۹۰ آنچه در سینمای آذربایجان تولید گردید جز فیلم‌های سفارشی نبود. بودجه‌های هرکدام از کشورهای جز اتحاد جماهیر سوسیالیستی شوروی برای مقاصد فرهنگی از پیش معلوم و هرچه ساخته می‌شد سفارشی بود.
از سال ۱۹۹۱ و با تأسیس کشور جمهوری آذربایجان اوضاع فرهنگی بسیار تغییر کرد اما بدنۀ سینمای این کشور هنوز ضعیف بود که نتوانست تا چند سال تولید ویژه‌ای داشته باشد. از فیلم‌های شاخص سال‌های اخیر سینمای جمهوری آذربایجان آثاری مانند چهلمین در ساخته الچین موسی‌اوغلو محصول ۲۰۰۹، بمب ملی ساختۀ واقف مصطفی‌اف محصول ۲۰۰۴، استیپ من ساختهٔ شمیل علیف محصول ۲۰۱۲، بوتا ساختهٔ ایگار نجف محصول ۲۰۱۱، محوطه ساختهٔ ایگار سافات محصول ۲۰۱۰ قابل اشاره هستند.
فاطمه معتمدآریا در فیلم نبات به کارگردانی الچین نقش اول را بازی کرده‌است. این فیلم نمایندهٔ کشور جمهوری آذربایجان در جوایز اسکار ۸۷ام سال ۲۰۱۵ بود اما برای جایزهٔ اسکار بهترین فیلم زبان خارجی نامزد نشد.

## جشنواره‌های سینمایی
مهمترین رویداد سینمایی در این کشور جشنواره بین‌المللی فیلم گردشگری باکو (Baku International Tourism Film Festival) است که اولین دوره آن در سال ۲۰۱۳ برگزار گردید.

## آمار و راقام
در حال حاضر تولیدات سینمایی کشور آذربایجان حدود ۹ فیلم بلند، ۲ فیلم انیمیشن و ۹ فیلم مستند فیلم در سال و تعداد سینماروهای این کشور در سال تقریباً ۸۰ هزار نفر برآورد شده‌است.